# Döv – javisst
Döv – javisst är en bok av Daniella Josberg. Den är helt självbiografisk. Josberg berättar om hur det är att växa upp och leva som döv i en hörande familj i ett hörande samhälle. Den handlar därför även om teckenspråk, talträning och dövskolor.